# Антисталінська лівиця
Антиста́лінська ліви́ця, або антиста́лінські лі́ві, — це сукупність лівих політичних рухів, що виступають проти Йосипа Сталіна, сталінізму, неосталінізму та системи правління, яку Сталін запровадив як лідер Радянського Союзу між 1924 і 1953 роками. Цей термін також описує політичних діячів, котрі виступали проти Йосипа Сталіна та його бачення комунізму, як, наприклад, Лев Троцький та інші традиційні марксисти у лівій опозиції.
Крім того, термін позначає ліву та лівоцентристську опозицію диктатурам, які надихалися сталінізмом, таким, як режими Кім Ір Сена, Енвера Ходжі, Ніколае Чаушеску та інших. До помітних лівих антисталінських доктрин належать троцькізм, тітоїзм, анархізм, лібертарний соціалізм, лівий комунізм, а також демократичний соціалізм і соціал-демократія.

## Критика революційної доби (до 1924 р.)
Переважна більшість лівих політичних сил спочатку сприйняла більшовицьку революцію з ентузіазмом. Попервах більшовики та їхня політика здобули велику підтримку, оскільки спочатку Ленін та інші лідери змальовували рух у лібертарному світлі. Однак із застосуванням більш репресивних політичних методів більшовики поступово втрачали підтримку багатьох анархістів і революціонерів. Видатні анархо-комуністки та лібертарні марксистки, Сільвія Панкгерст, Роза Люксембурґ, а пізніше Емма Ґольдман, були одними з перших лівих критиків більшовизму.
Роза Люксембурґ гостро критикувала методи, які використовували більшовики для захоплення влади під час Жовтневої революції, стверджуючи, що це був «рух не народу, а буржуазії». Критика Люксембурґ базувалася насамперед на тому, як більшовики придушували анархістські рухи. В одному зі своїх есеїв під назвою «Національне питання в російській революції» вона пояснює:
|  | Звичайно, у всіх цих випадках таку реакційну політику в дійсності проводили не «нації», а лише буржуазні та дрібнобуржуазні класи, які всупереч власним пролетарським масам перетворюють «право на національне самовизначення» на інструмент своєї контрреволюційної класової політики. |

Через її ранню критику на адресу більшовиків, спадок Люксембурґ був осквернений Сталіним, коли той прийшов до влади. За словами Троцького, Сталін «часто брехав про неї і ганьбив її» в очах громадськості.

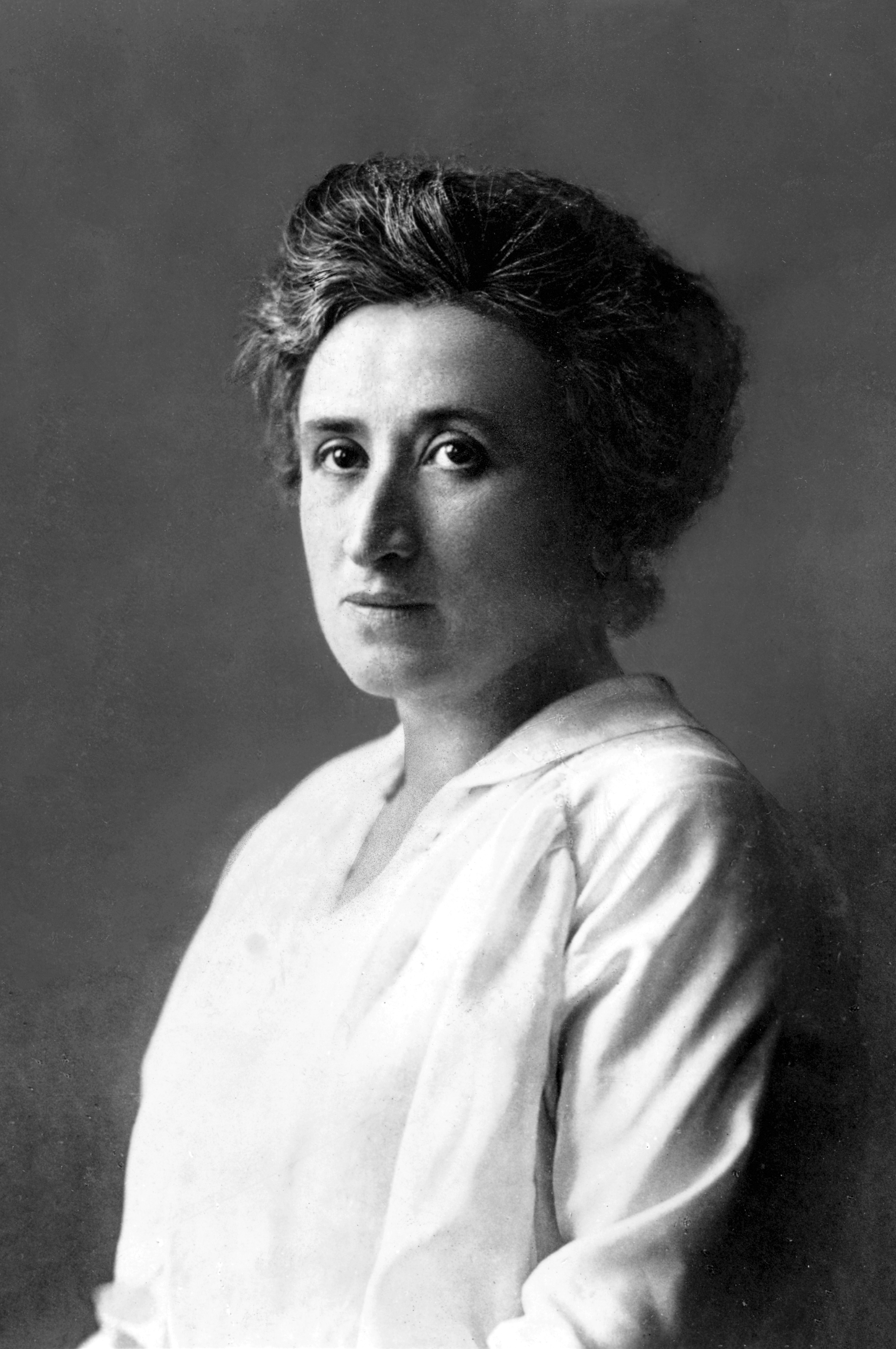
Політична спадщина Рози Люксембурґ була піддана критиці Сталіним після того, як він прийшов до влади.

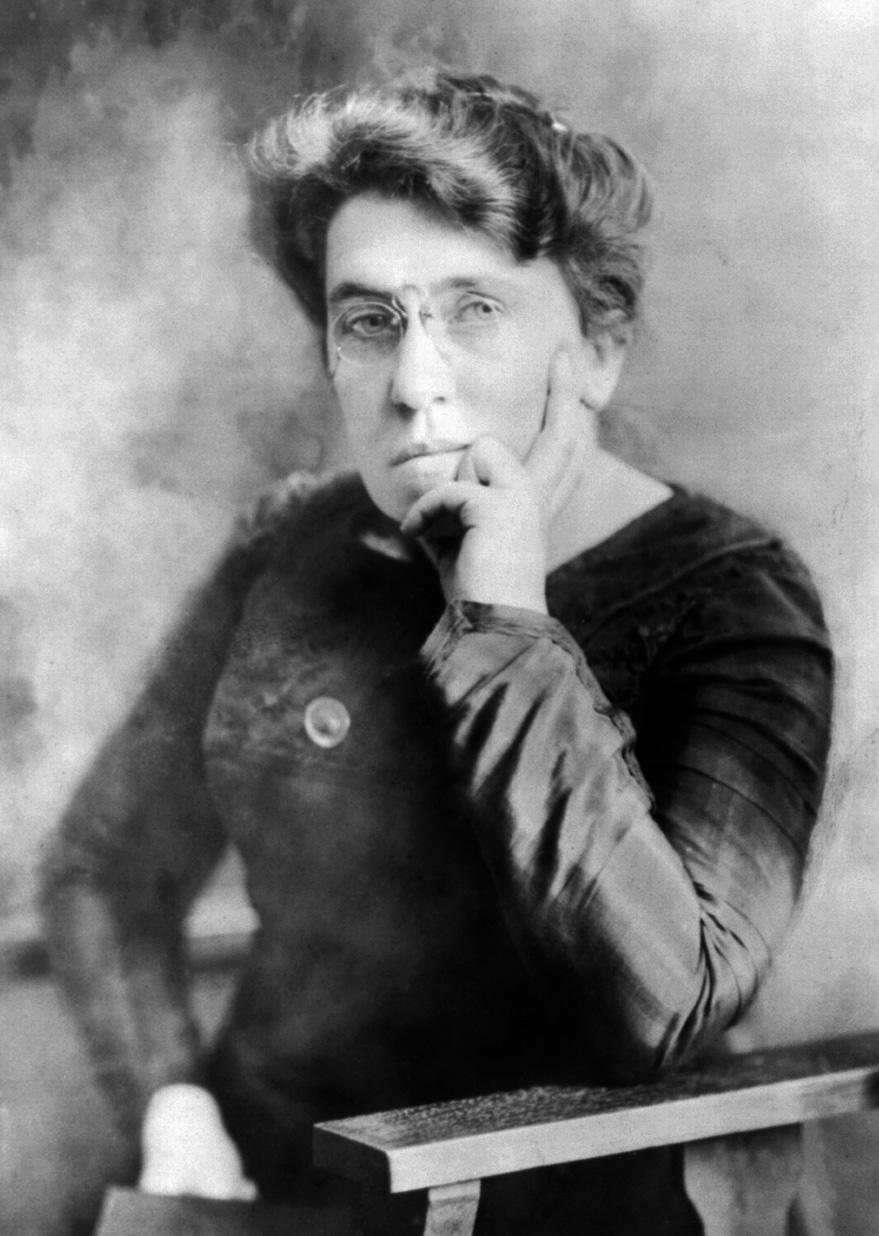
Емма Ґольдман була одним із найпровідніших анархічних критиків не лише Сталіна, а й усіх більшовиків

Відносини між анархістами та більшовиками загострилися через придушення Кронштадтського повстання та махновського руху. Кронштадтське повстання (березень 1921) стало ключовим моментом, під час якого багато лібертаріїв і демократичних лівих порвали узи з більшовиками, заклавши основи для антисталінської лівиці. Американський антисталінський соціаліст Денієл Белл писав:
|  | Кожне радикальне покоління, кажуть, має свій Кронштадт. Для одних це були Московські процеси, для інших — нацистсько-радянський пакт, для третіх — Угорщина (процес Райка або 1956 р.), Чехословаччина (дефенестрація Масарика 1948 р. чи Празька весна 1968 р.), ҐУЛАҐ, Камбоджа, Польща (і буде більше). Моїм Кронштадтом був Кронштадт. |

Інший ключовий антисталініст, Луї Фішер, пізніше ввів для цього термін «кронштадтський момент».

Як і Роза Люксембурґ, Емма Ґольдман насамперед критикувала стиль керівництва Леніна, але згодом вона зосередилася на Сталіні та його політиці, коли той прийшов до влади. У своєму есеї під назвою «В Росії немає комунізму» Ґольдман докладно описує, як Сталін «зловживав владою свого становища» і створив диктатуру. У цьому тексті вона зазначає:
|  | ...іншими словами, Центральний Комітет і Політбюро партії контролюються абсолютно однією людиною, Сталіним. Назвати таку диктатуру, цю особисту автократію, могутнішу й абсолютнішу, ніж будь-яка царська, ім'ям «комунізм» здається мені вершиною безглуздя. |

Емма Ґольдман стверджувала, що «в Радянській Росії не було жодної ознаки навіть авторитарного, державного комунізму». Вона залишалася критичною щодо Сталіна та більшовицького стилю правління аж до своєї смерті в 1940 році. 

Загалом, ліві комуністи та анархісти критично ставилися до державницької, репресивної та тоталітарної природи марксизму-ленінізму, яка зрештою перейшла на сталінізм.

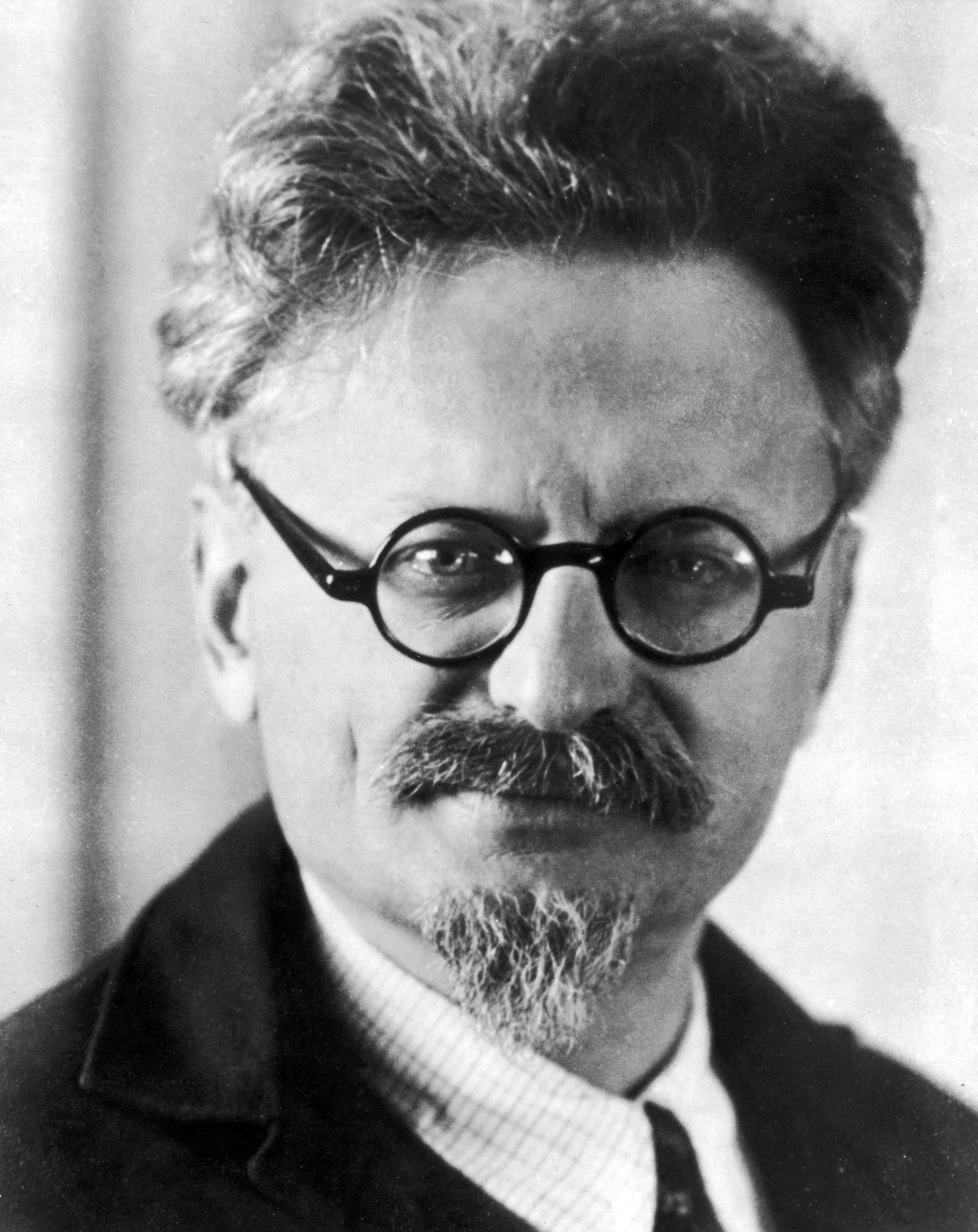
Більшовицький революціонер Лев Троцький був вигнаний Сталіним з СРСР у лютому 1929 року. Згодом Троцький став найгучнішим критиком сталінізму початку 20 століття.

## Критика Сталіна більшовицької доби (1924–1930)
Однією з останніх спроб «правої опозиції» ВКПБ протистояти Сталінові була справа Рютіна 1932 р., коли було поширено маніфест проти політики колективізації; він відкрито закликав до «ліквідації диктатури Сталіна та його кліки». Пізніше деякі «праві» приєдналися до таємного блоку Лева Троцького, Зінов'єва та Каменєва, щоб протистояти Сталіну. Історик П'єр Брує заявив, що він розпався на початку 1933 року.
Лев Троцький і Сталін розходилися у думках з питань індустріалізації та революційної тактики. Троцький вважав, що необхідна надіндустріалізація, а Сталін вірив у швидкий сплеск і колективізацію, як написано у його п'ятирічному плані. Троцький вважав прискорений глобальний підйом відповіддю глобальне встановлення комунізму і критично ставився до методів Сталіна, оскільки вважав, що повільніші темпи колективізації та індустріалізації у довгостроковій перспективі є неефективними. Троцький також не погоджувався зі сталінською тезою про соціалізм в одній країні, вважаючи, що інститут революції в одній державі чи країні не буде настільки ефективним, як глобальна революція. Він також розкритикував те, як теза про соціалізм в одній країні фактично порвала з інтернаціоналістськими традиціями марксизму. Троцькісти вважали, що перманентна глобальна революція була б найефективнішим методом забезпечення функціювання системи комунізму у світі.
Загалом, Троцький та його послідовники дуже критично ставилися до відсутності внутрішніх дебатів та дискусій серед сталіністських організацій, а також до їх політично-репресивних методів.

## Критика добиНародного фронту(1930–1939)
Починаючи з 1930-х років, Лев Троцький та його американський прихильник Джеймс П. Кеннон описували Радянський Союз як «деформовану робітничу державу», революційні здобутки якої слід захищати від імперіалістичної агресії, незважаючи на появу гангстерського панівного прошарку партійних бюрократів. Захищаючи російську революцію від зовнішньої агресії, Троцький, Кеннон та їхні послідовники водночас закликали до антибюрократичної політичної революції проти сталінізму, яку мав би провести сам радянський робітничий клас.
Протягом 1930-х років критики Сталіна, як у Радянському Союзі, так і за його межами, зазнавали жорстких нападок з боку партії. Велика чистка відбувалася в 1936-1938 роках як результат зростання внутрішньої напруги між критиками Сталіна, але врешті-решт перетворилася на повну чистку від «антирадянських елементів». Більшість жертв становили селяни та представники меншин, але анархісти та демократичні соціалісти також були мішенню за їхню критику суворих репресивних політичних методів, які використовував Сталін. Багатьох було страчено або позасудово відправлено до таборів ҐУЛАҐу. За підрахунками, під час Великого терору втрати коливаються від 600 000 до понад 1 мільйона людей.
Паралельно в Європі набирав обертів фашизм. У 1930-х роках радянське керівництво звернулося до політики народного фронту, коли комуністи співпрацювали з ліберальними та навіть консервативними союзниками для захисту від передбачуваного фашистського нападу. Один із найпомітніших конфліктів можна було побачити в громадянській війні в Іспанії. Тоді як усі ліві боролися на боці республіканської фракції, всередині неї виникали гострі конфлікти між комуністами, з одного боку, та анархістами, троцькістами та ПОУМ з іншого. Підтримка останньої стала ключовим питанням для антисталінських лівих на міжнародному рівні, прикладом чого є Контингент НЛП в Інтернаціональних бригадах, книга Джорджа Орвелла «Данина Каталонії», періодичне видання «Іспанія та світ», а також різноманітні памфлети Емми Ґольдман, Рудольфа Рокера та інших.
В інших країнах некомуністичні ліві партії також конкурували зі сталінізмом, одночасно борючись з правими. Символ трьох стріл був прийнятий німецькими соціал-демократами для позначення цього багатостороннього конфлікту.

## Критика середини століття (1939–1953)

### Дискусії всередині Соціалістичної робітничої партії
Дисиденти у троцькістській Соціалістичній робітничій партії, ставши свідками співпраці Йосипа Сталіна та Адольфа Гітлера у вторгненні та поділі Польщі та радянському вторгненні в країни Балтії, почали стверджувати, що Радянський Союз фактично виник як нова суспільна формація, яка була ні капіталістичною, ні соціалістичною. Прихильники цієї точки зору, яку найбільш явно підтримував Макс Шахтман, стверджували, що радянський бюрократичний колективістський режим фактично увійшов до одного з двох великих імперіалістичних «таборів», які мали на меті вести війну з метою поділити світ. Перший з імперіалістичних таборів, до якого Сталін і Радянський Союз нібито приєдналися як безпосередні союзники, очолював нацистську Німеччину і включав передусім фашистську Італію. У цьому первинному аналізі «другий імперіалістичний табір» очолювали Англія та Франція, які активно підтримувалися Сполученими Штатами.

Шахтман і його однодумці виступали за створення широкого «третього табору» для об’єднання робітників і колоніальних народів світу в революційній боротьбі проти імперіалізму німецько-радянсько-італійського та англо-американсько-французького блоків. Шахтман дійшов висновку, що радянська політика була політикою імперіалізму і що найкращим результатом для міжнародного робітничого класу була б поразка Радянського Союзу під час його військових вторгнень. Зі своєї сторони, Троцький стверджував, що поразка Радянського Союзу навпаки зміцнить капіталізм і зменшить можливості політичної революції.

### Тітоїзм
Йосип Броз Тіто став одним із найвидатніших лівих критиків Сталіна після Другої світової війни. Комуністична партія Югославії та її політика спочатку нагадувала радянську. В очах багатьох «Югославія ідеально слідувала шляхом радянського марксизму». Попервах Тіто навіть вважався «найвірнішим учнем Сталіна». Однак у міру того, як Югославська комуністична партія зростала в розмірах і силі, вона стала другою комуністичною силою в Європі, що зрештою це змусило Тіто спробувати діяти незалежно, створивши напругу у відносинах зі Сталіним й СРСР. У 1948 році два лідери розійшлися через незалежну зовнішню політику Югославії та ідеологічні розбіжності.
Тіто та його послідовники почали розробляти новий тип соціалізму, який був би марксистсько-ленінським за своєю суттю, але антисталінським на практиці. Результатом стала югославська система соціалістичного робітничого самоврядування. Це призвело до філософії організації будь-якої виробничої діяльності у суспільстві в «самокеровані одиниці». Ця доктрина здобула назву тітоїзм. Тіто критично ставився до Сталіна, оскільки вважав, що Сталін став «антимарксистом». У брошурі під назвою «На нових шляхах до соціалізму» один із високопоставлених помічників Тіто так заявляє про політику Сталіна:
|  | Список обвинувачень, без сумнівів, довгий: нерівні стосунки з іншими соціалістичними країнами та їх експлуатація; немарксистське ставлення до ролі вождя; нерівність в оплаті праці, більша, ніж у буржуазних демократіях; ідеологічне сприяння великоросійському націоналізму та підкорення інших народів; політика поділу сфер впливу з капіталістичним світом; монополізація тлумачення марксизму; відмова від усіх форм демократії. |

Тіто не погоджувався щодо основних характеристик, які визначали політику та стиль керівництва Сталіна. Тіто хотів сформувати власну версію «чистого» соціалізму без багатьох «антимарксистських» рис сталінізму.

### Постання нових лівих критиків
У цей час у Європі й Америці поставали нові ліві критики Сталіна. Серед них ― Джордж Орвелл, Генрі Брейлсфорд, Феннер Броквей Соціалістична ліга молоді, а пізніше Майкл Гаррінґтон та Незалежна лейбористська партія Великої Британії. Франція також мала низку помітних соціалістів-антисталіністів, з-поміж яких ― Сімона Вейль і Альбер Камю, а також група навколо Марсо Півера.
У Сполучених Штатах чимало нью-йоркських інтелектуалів, що дописували у журнали «Нью-лідер», «Партизан-рив'ю» і «Дисент», також входили у число антисталінських критиків. Вони критикували радянський комунізм як форму «тоталітаризму, який певним чином віддзеркалював фашизм». Ключовим текстом для цієї групи був «Бог, який зазнав краху», відредагований британським соціалістом Річардом Кроссманом у 1949 році, що вміщує праці Луї Фішера, Андре Жіда, Артура Кестлера, Іньяціо Сілоне, Стівена Спендера та Річарда-Натанієля Райта.

## Критика нової партійної доби (1953–1991)
Після смерті Йосипа Сталіна багато видних персон зі сталінського кабінету прагнули захопити владу. У результаті утворився радянський тріумвірат між Лаврентієм Берією, Георгієм Маленковим і Микитою Хрущовим. Першочерговою метою нового керівництва було забезпечення стабільності в країні з розпорядженням керівних посад в уряді. Нова політика, яка йшла всупереч сталінізму, включала відмову від терору, децентралізовану владу та колективізоване керівництво. Після цієї тривалої боротьби за владу в радянському уряді до влади прийшов Микита Хрущов. Прийшовши до влади, Хрущов негайно засудив Сталіна та його методи правління. У своїй промові, виголошеній на XX з'їзді партії в 1956 році, Хрущов критикував «культ особи Сталіна» і його егоїзм як лідера:
|  | Товариство! Культ особистості набув таких жахливих розмірів головним чином тому, що сам Сталін усіма мислимими методами підтримував звеличення власної особистості. Це підтверджується численними фактами. |

Хрущов також відкрив перед з'їздом правду про сталінські методи репресій. Він прояснив, що Сталін «відправив тисячі людей у величезну систему політичних робочих таборів», які називаються ґулаґами. Ця промова призвела до значної втрати віри в політику Сталіна з боку урядовців і громадян.
В епоху холодної війни число американських лівих, що ідентифікували себе як некомуністи, зросло. Вони критично ставилася до продовження сталінського комунізму через голод і репресії, і, як пізніше було виявлено, таємне втручання радянського уряду у Комуністичну партію США.  Ці люди часто були колишніми комуністами, як, приміром, історик Теодор Дрейпер, погляди якого змінилися від соціалізму до лібералізму, а також соціалісти, які розчарувалися в комуністичному русі під радянським керівництвом. Антисталінські троцькісти також писали про свій досвід у той час, наприклад, Ірвінґ Гоу та Льюїс Козер.  Ці обставини сприяли створенню антикомуністичного Конгресу з  культурну свободу (ККС), а також міжнародних журналів, таких як Der. Monat і Encounter; це також вплинуло на існуючі видання, такі як «Партизан Рив'ю».[43] За словами Джона Ерла Гейнса та Гарві Клера, ККС таємно фінансувався ЦРУ для підтримки інтелектуалів з антикомуністичними поглядами.  
Комуністична партія США втратила значну частину свого впливу у перші роки холодної війни через викриття сталінських злочинів Хрущовим. Хоча радянська Компартія більше не була офіційно сталінською, Комуністична партія США продовжували отримувати значні субсидії від СРСР з 1959 по 1989 рік і стабільно підтримувала офіційну радянську політику, зокрема інтервенцію в Угорщину та Чехословаччину. Радянське фінансування припинилося в 1989 році, коли голова Компартії США Ґас Голл засудив ринкові ініціативи Михайла Горбачова.
З кінця 1950-х років кілька європейських соціалістичних і комуністичних партій, наприклад у Данії та Швеції, відійшли від ортодоксального комунізму, який вони пов’язували зі сталінізмом.  На появу нових лівих вплинули також радянське вторгнення в Угорщину в 1956 році та зростання кількості доступної інформації про сталінський терор.  Альбер Камю критикував радянський комунізм, а багато лівих вважали Радянський Союз символом «державного капіталізму». Після смерті Сталіна і хрущовської відлиги, вивчення і протистояння сталінізму стали частиною історіографії. Історик Моше Левін застерігав не класифікувати всю історію Радянського Союзу як сталінську, але також підкреслював, що сталінська бюрократія назавжди встановила в Радянському Союзі «бюрократичний абсолютизм».